# Hombreras de fútbol americano

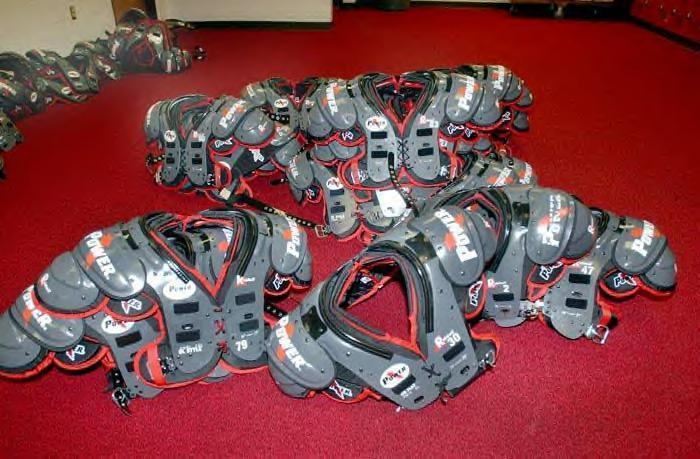
Hombreras modernas de fútbol americano.

Las hombreras son una pieza del equipo de protección usado en el fútbol americano y canadiense. Las hombreras modernas están fabricadas de espuma especial para absorber golpes con una cubierta dura externa hecha de plástico. Todas las piezas individuales son aseguradas con remaches, broches o cuerdas que pueden ser ajustadas a la medida por la persona que las va a utilizar. 
Una pieza relacionada con las hombreras son las riñoneras o protecciones de las costillas. Se sujetan a las hombreras y protegen toda la zona media del cuerpo de un jugador. Todo el conjunto completo está diseñado para proteger las áreas de la espalda, el vientre y las costillas de cualquier jugador.
Es muy importante el uso de unas hombreras apropiadas. Unas hombreras a la medida de un jugador adulto se hacen midiendo por la espalda de una clavícula a la otra con una cinta métrica para ropa y después a esa medida se le agrega 1/2 pulgada. Todos los puntos de unión de las hombreras deben ser revisados para asegurar el ajuste apropiado. El mantenimiento durante una temporada de fútbol americano debe incluir revisiones mensuales y el reemplazo de las piezas desgastadas.
Existen varios tipos de hombreras, dependiendo de las diversas posiciones que se usan en el campo de juego. Para un quarterback son muy ligeras y ofrecen libertad de movimiento. Para los linieros están fabricadas con muy pocas "solapas" y menos cinturones, para reducir la posibilidad de ser tomado por los mismos y ser derribado por los jugadores oponentes. 
Investigadores del Colegio de Medicina de la Universidad de Florida han desarrollado una variación de hombreras que dejan circular aire, diseñadas para regular la temperatura corporal de un jugador durante los partidos y las prácticas.

## Fotos de hombreras

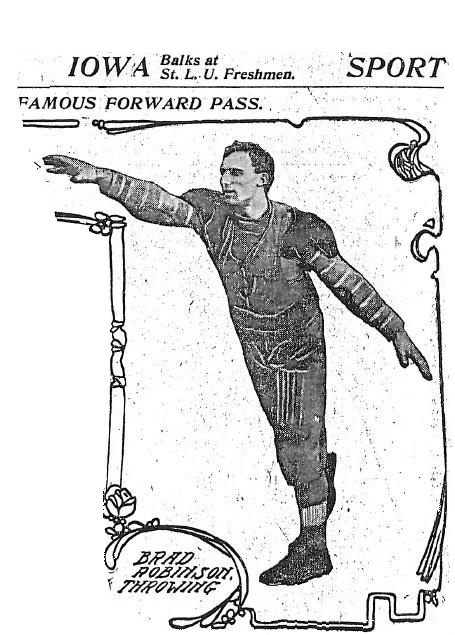
Fotografía de 1906 de uno de los primeros uniformes de fútbol americano con hombreras rudimentarias usadas por Bradbury Robinson, quien realizó el primer pase adelantado legal.
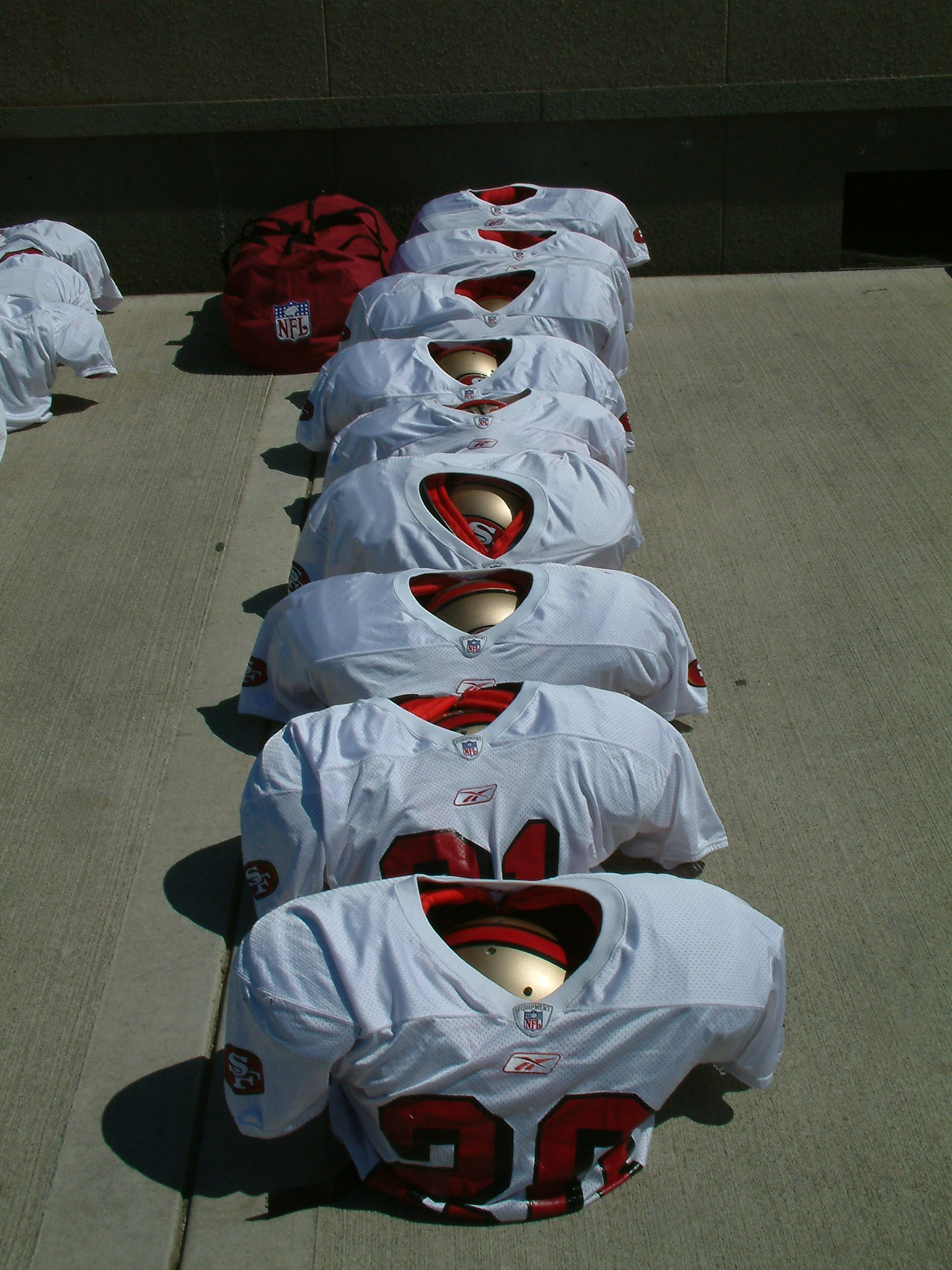
Hombreras cubiertas con los jerseys.